# Aigre
Aigre är en kommun i departementet Charente i regionen Nouvelle-Aquitaine i västra Frankrike. Kommunen ligger  i kantonen Aigre som ligger i arrondissementet Confolens. År 2022 hade Aigre 1 600 invånare.

## Befolkningsutveckling
Antalet invånare i kommunen Aigre
Referens:INSEE